# Aubière
Aubière ist eine französische Gemeinde mit 10.273 Einwohnern (Stand 1. Januar 2022) im Département Puy-de-Dôme in der Region Auvergne-Rhône-Alpes. Sie gehört zum Arrondissement  Clermont-Ferrand und zum Kanton  Aubière.

## Lage
Aubière liegt in der Agglomeration Clermont-Ferrand, etwa sieben Kilometer südöstlich.

## Bevölkerungsentwicklung
| Jahr                       | 1962  | 1968  | 1975  | 1982  | 1990  | 1999  | 2006   | 2014  | 2020   |
| Einwohner                  | 6.820 | 7.844 | 9.190 | 8.674 | 9.106 | 9.898 | 10.065 | 9.832 | 10.581 |
| Quellen: Cassini und INSEE |       |       |       |       |       |       |        |       |        |

Aubière hatte zu Beginn des 20. Jahrhunderts knapp 3.000 Einwohner. Das stetige Bevölkerungswachstum ist durch die immer größer werdende Stadt Clermont-Ferrand bedingt.

## Sehenswürdigkeiten
- Weinmuseum (Musée de la vigne et du vin)
- Menhir du Pont d’Aubière
- Menhir (La pierre Piqué oder Menhir de la Pardieu)

## Bildung
Die Stadt beherbergt die Ingenieurschule École polytechnique universitaire de Clermont-Auvergne sowie die Informatikschule Institut d’informatique d’Auvergne.

## Sport
Aubière war am 18. und 19. Februar 2023 Austragungsort der Französischen Leichtathletik-Hallenmeisterschaften 2023.

## Städtepartnerschaften
- Grevenmacher (Luxemburg)
- Sperlonga (Italien)

## Persönlichkeiten
- Christian Forestier (* 1944 in Aubière), Präsident der Universität Saint-Étienne, Kabinettschef des Ministers Jack Lang